# جزیره یانگ‌گاکدو

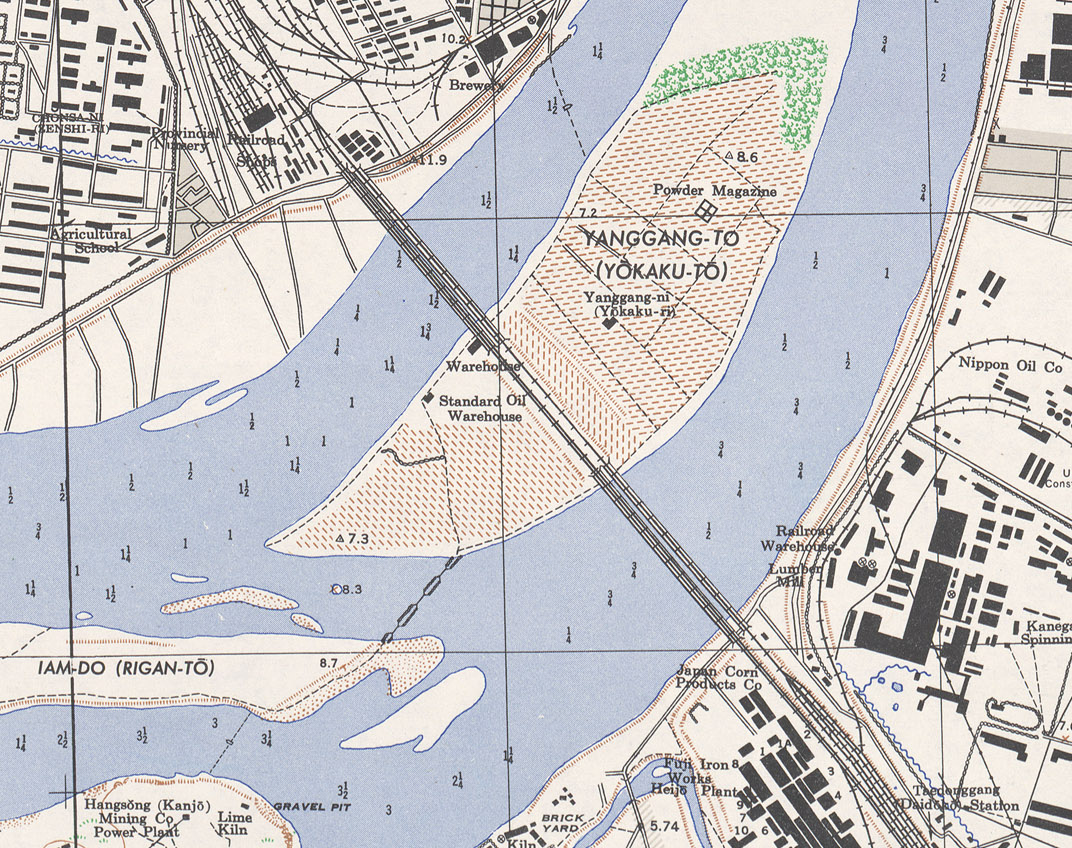
نقشه ای از پیونگ یانگ در سال ۱۹۴۶ توسط سرویس نقشه ارتش آمریکا، جزیره یانگگاک و پل یانگگاک را نشان می‌دهد

جزیره یانگ‌گاکدو،' جزیره ای کوچک در رودخانه تائدونگ است که در حدود دو کیلومتری جنوب شرقی مرکز پایتخت کره شمالی پیونگ یانگ واقع شده‌است. از طرف پل یانگگاک، که از جزیره می‌گذرد و آن را به یک قسمت شمال شرقی و جنوب غربی متصل می‌کند، به ضلع شمالی و جنوبی پیونگ یانگ وصل شده‌است.
در انتهای شمال شرقی آن ۱۷۰ متر (۵۶۰ فوت) هتل بین‌المللی یانگگاک، دومین ساختمان بلند در کره شمالی واقع شده‌است. در مجاورت ضلع جنوبی هتل، ابتدا یک زمین گلف ۹ هزار متر مربعی وجود داشت که از سال ۲۰۱۱ تخریب شده بود تا فضایی برای یک مجتمع بهداشتی جدید با بودجه چینی ساخته شود.
همچنین در قسمت شمال شرقی جزیره یانگگاک می‌توان سالن سینمای بین‌المللی پیونگ یانگ را برگزار کرد که میزبان مراسم افتتاحیه و اختتامیه جشنواره بین‌المللی فیلم پیونگ یانگ است.

در بخش جنوب غربی این جزیره، ورزشگاه یانگگاکدو واقع شده‌است، یک ورزشگاه چند منظوره است که ۳۰٫۰۰۰ نفر را در خود جای می‌دهد و در سال ۱۹۸۹ افتتاح شد. 

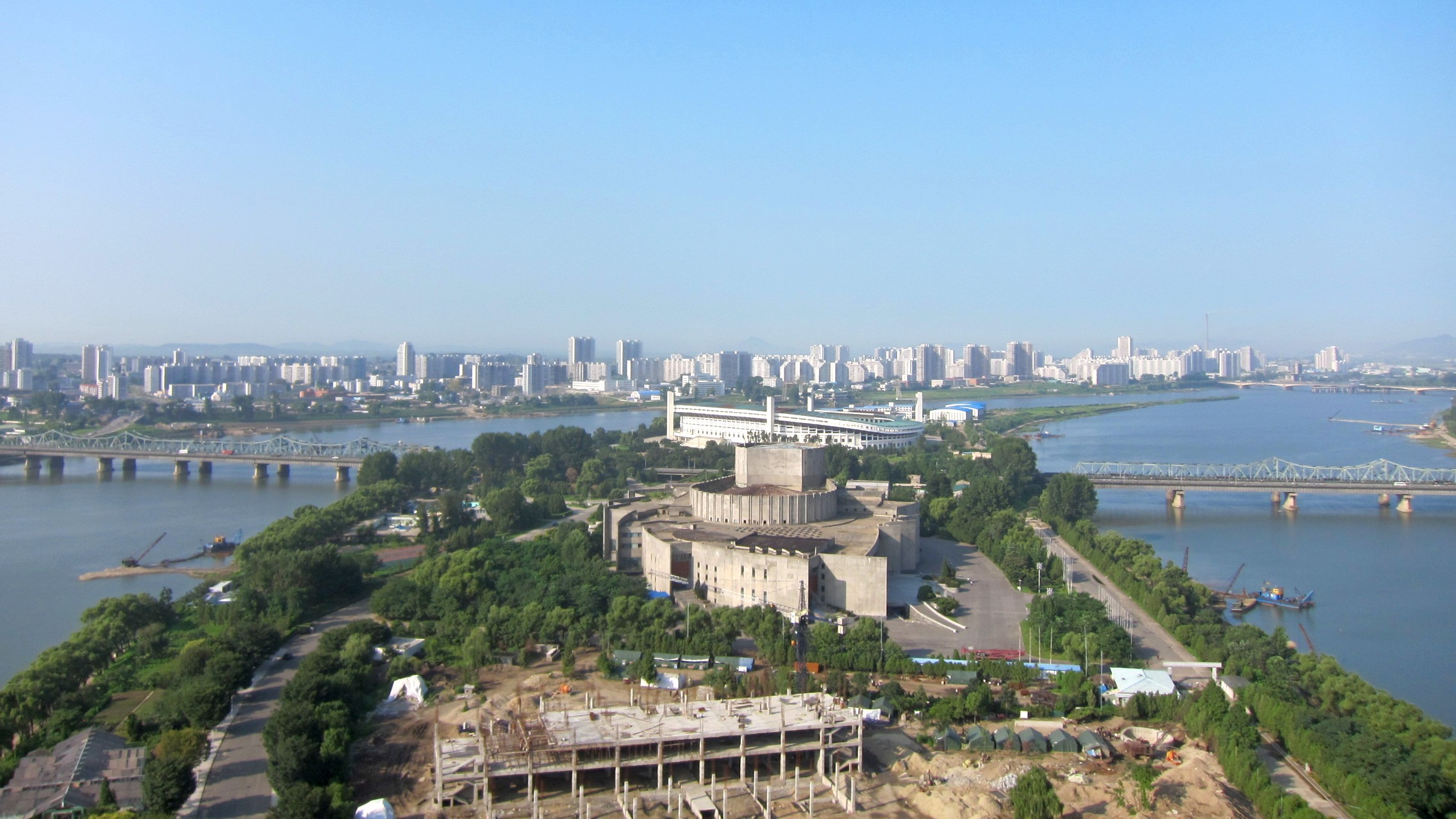
جزیره یانگگاک در اوت ۲۰۱۲؛ از جلو به عقب: محوطه ساخت مجتمع بهداشتی جدید ، سالن سینمای بین المللی ، پل یانگگاک و ورزشگاه یانگگاکدو
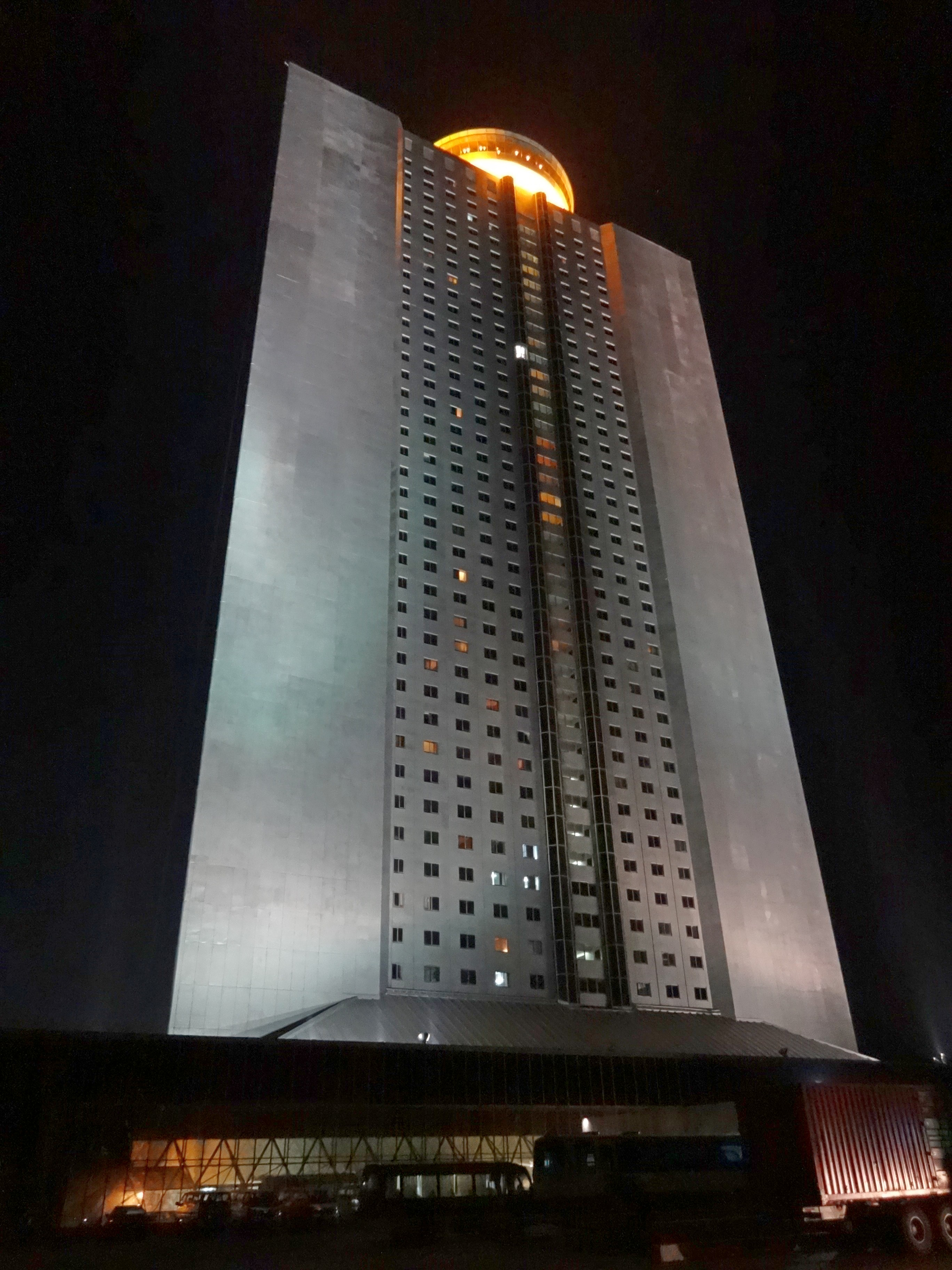
جلوی هتل بین المللی یانگگاکدو شبانه
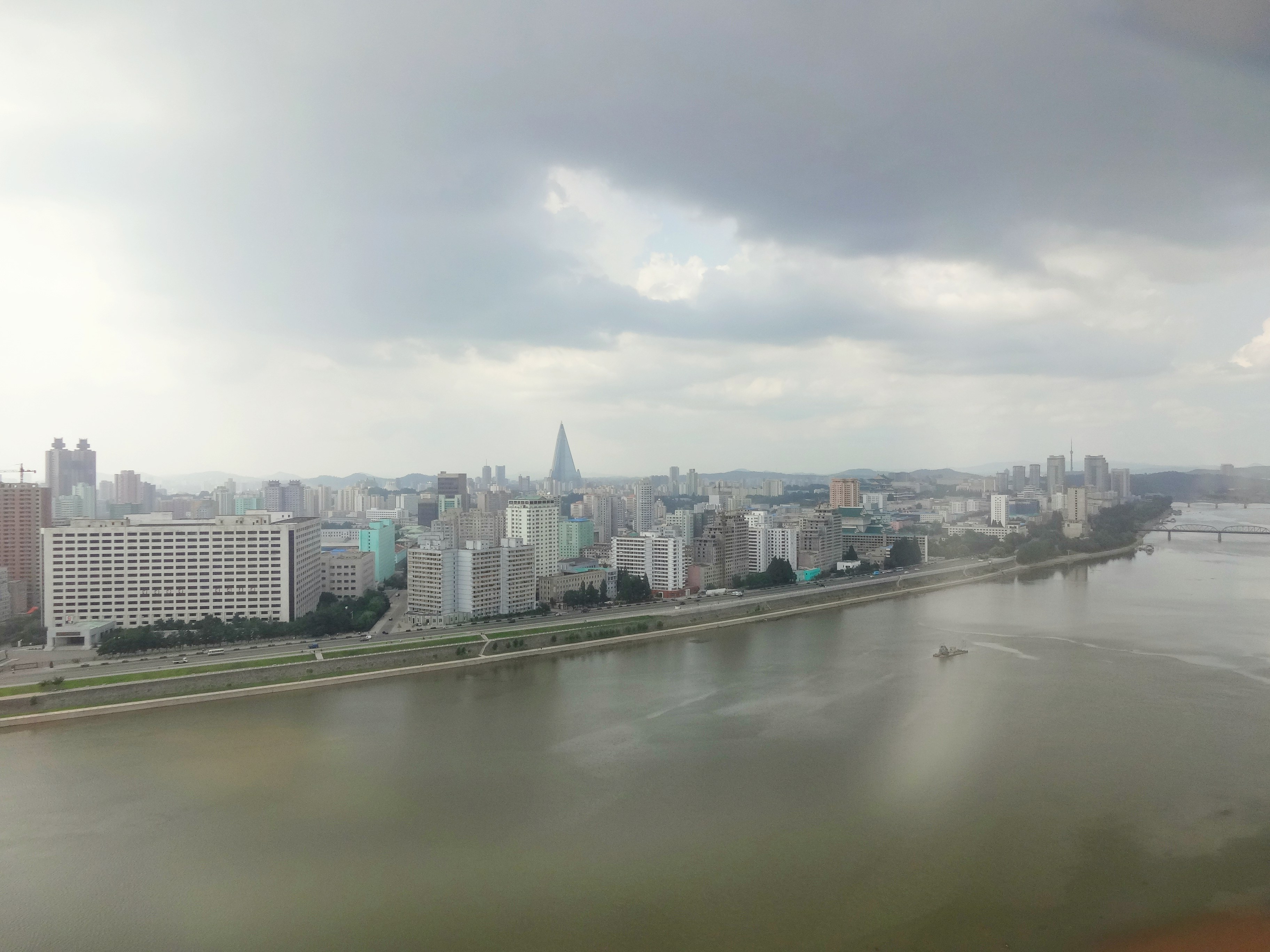
پیونگ یانگ همانطور که از هتل دیده می‌شود ، به دنبال شمال است
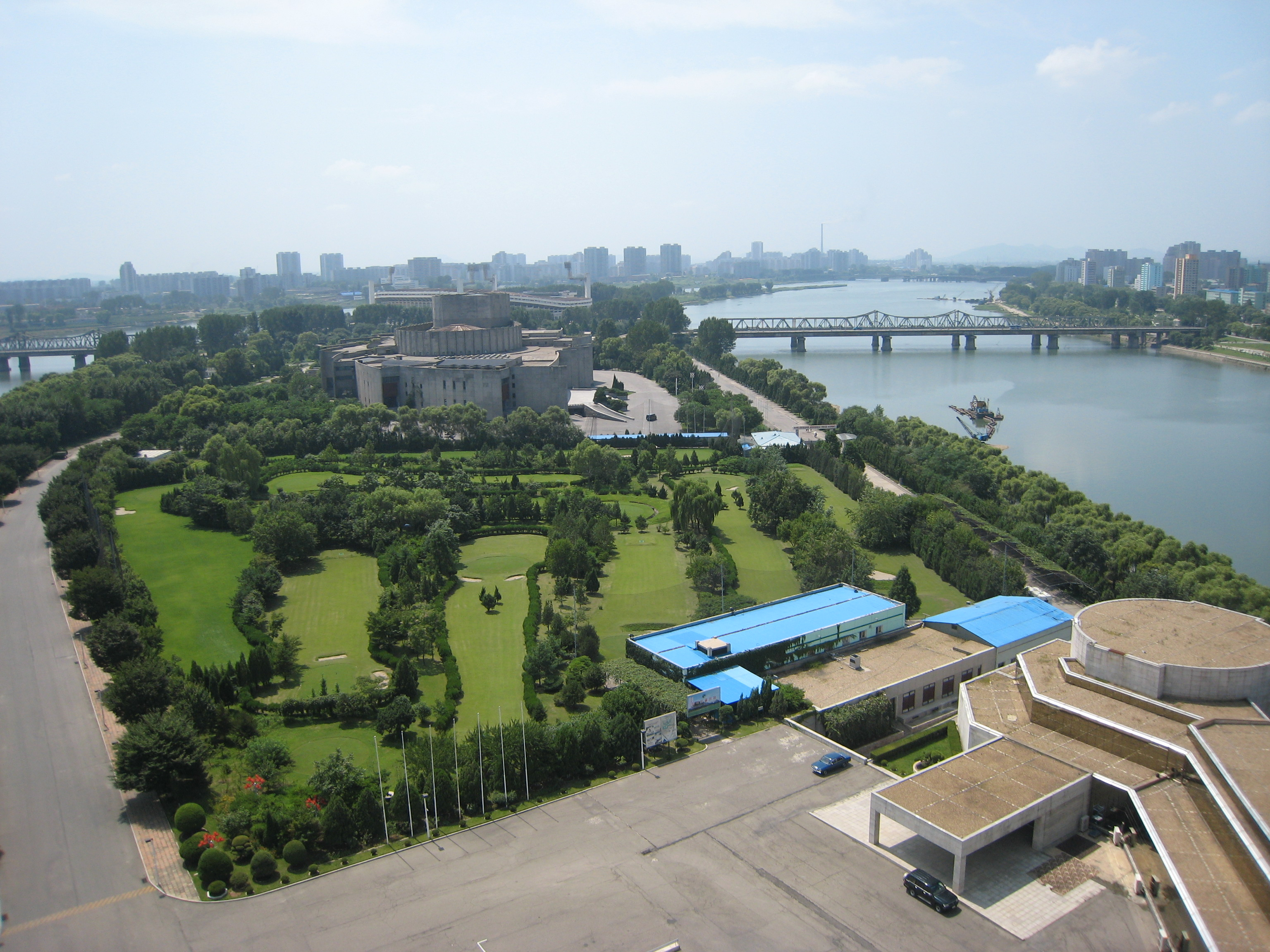
در آگوست ۲۰۱۰، زمین گلف هنوز در حال استفاده بود